# Bò Jersey
Bò Jersey (phát âm như là Bò Jécxây) là một giống bò sữa của Anh có kích thước nhỏ, có nguồn gốc ở từ đảo Jersey, Vương quốc Anh và được nuôi ở đảo thuộc vùng Jersey. Đây là giống bò nổi tiếng trên thế giới về hàm lượng bơ trong sữa cao Chúng được tạo ra từ gần ba trăm năm trước trên đảo Jersey là nơi có khí hậu ôn hoà, đồng cỏ phát triển tốt quanh năm thích hợp cho chăn nuôi bò chăn thả.
Bò Jersey là kết quả tạp giao giữa giống bò Bretagne (giống bò của Pháp) với bò địa phương, về sau có bổ sung thêm giống bò Normandie (Pháp). Từ năm 1970 nó đã trở thành giống bò cho sữa tươi nổi tiếng trên thế giới. Hiện nay, giống bò này cũng đã được nhập về Việt Nam để nuôi thử nghiệm bước đầu trong các chương trình nuôi bò sữa cao sản.

## Lịch sử
Bò có nguồn gốc ở từ đảo Jersey, một hòn đảo nhỏ trên biển Măngsơ, diện tích chỉ 50 dặm vuông (1 dặm tương đương 1,6 km) thuộc Vương quốc Anh và được nuôi ở đảo thuộc vùng Jersey và ra đời vào thế kỷ 19 nhưng và lần đầu tiên được ghi nhận là một giống riêng biệt vào khoảng năm 1700. Người nuôi bò Jersey nổi tiếng và ông Michael Fauler, một thương gia chuyên buôn bán bò Jersey, thì Hiệp hội Nông nghiệp và làm vườn của Vương quốc Jersey, thành lập năm 1833 có tác động rất lớn đến việc phát triển bò Jersey. Năm 1834 ra đời thang điểm giám định bò Jersey. Tháng 4 năm 1866, Hội nghị Câu lạc bộ những người nuôi bò đã quyết định thành lập Sổ giống đầu tiên ở đảo Jécxi. Từ năm 1833 người dân đảo Jersey đã lập Hội Bảo vệ giống bò sữa Jersey. 

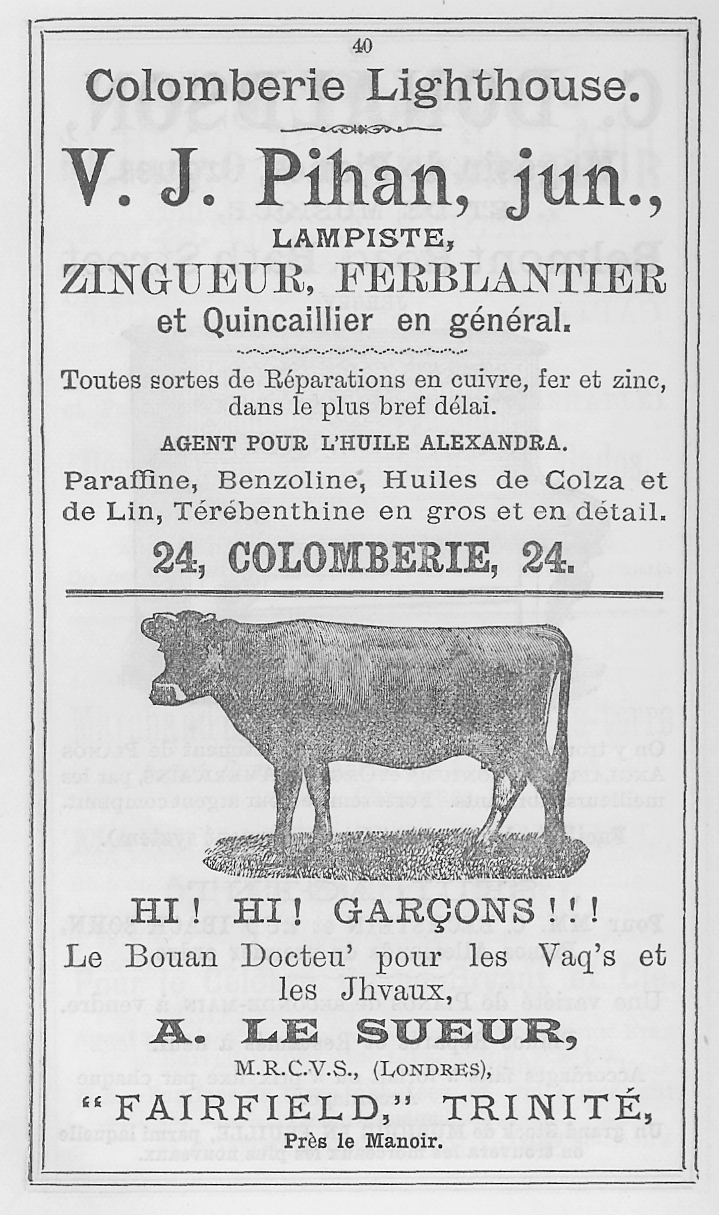
Một ấn phẩm mô tả về bò Jecxay

Việc nhập khẩu các giống bò ngoại lai vào đảo Jersey bị cấm nghiêm ngặt, và xuất khẩu bò giống và tinh đông viên là nguồn thu nhập chính của đảo. Cùng với sự bành trướng của Đế quốc Anh, bò sữa Jersey được Đế quốc Anh đưa đến Mỹ, Ấn Độ, Nam Phi... từ thế kỷ 19. John Hand, một trong những người sáng lập Câu lạc bộ những người nuôi bò Jersey Mỹ khẳng định, trước lúc người Mỹ biết về bò Jersey, ngài đại úy Pratt - chủ tàu Gudzon đã chở nhiều bò từ đảo Jersey vào New York. Người ta kể rằng, thuyền buôn của đại úy Pratt, trên đường từ bờ biển châu Phi về thường ghé qua đảo Jersey, khi đến New York các thủy thủ kể chuyện về những con bò tốt mà họ thấy ở đảo Jersey, một số người Mỹ đã yêu cầu cứ mỗi chuyến tàu chở qua bán cho họ 2-3 con bò cái. Người ta không biết bò Jersey nhập vào Mỹ từ năm nào, có một điều chắc chắn bò Jersey không phải do người nuôi bò đưa vào Mỹ mà do các thương gia.
Trước khi thành lập Câu lạc bộ những người nuôi bò Jersey Mỹ, bò Jersey nuôi ở 13 bang sau: Connecticut, Kentuki, Merilen, Masachuset, Men, Missuri, New Hamsia, New Jersey, New York, Pensivania, Rotsilen, Tennessi và Vermon. Câu lạc bộ những người nuôi bò Jersey Mỹ thành lập năm 1868 đã thúc đẩy phát triển bò Jersey. Một năm sau khi thành lập, Câu lạc bộ đã nhập 142 con, năm 1869 nhập 229 con và năm 1870 nhập thêm 110 bò Jersey. Từ 13 bang lúc đầu, về sau bò Jersey đã có mặt ở khắp 48 bang của Mỹ. Cách đây gần 50 năm đã có 2.505.068 bò Jersey ghi trong sổ giống của Câu lạc bộ. Từ cuối thế kỷ 19 đến đầu thế kỷ 20, bò Jersey nhanh chóng phổ cập ở nhiều nước trên thế giới, có vị trí quan trọng ở các nước có công nghiệp chế biến bơ phát triển như Đan Mạch, Thái Lan, Mỹ.
Kết quả công trình nghiên cứu nuôi thử nghiệm bò sữa Jersey tại 26 nước có điều kiện khí hậu khắc nghiệt, nguồn thức ăn chất lượng thấp, không ổn định cho thấy hàm lượng bơ trong sữa của bò Jersey bị giảm, thấp hơn bò địa phương tại 15 trên tổng số 26 nước, nhưng các chỉ số khác của bò Jersey vẫn cao hơn bò địa phương. Bò lai F1 giữa bò Jersey và bò địa phương cũng cho sản lượng sữa cao hơn bò địa phương 11 % với chất lượng sữa cao hơn trên tất cả các chỉ số. Do bò Jersey do có tầm vóc bé (nhu cầu duy trì thấp) lại có yếm (thải nhiệt tốt) nên có thể có khả năng chịu nóng khá tốt nên nhiều nước đã dùng bò Jersey lai với bò địa phương nhằm tạo ra bò lai hướng sữa thích nghi với khí hậu nhiệt đới. Bò đã được nhập vào Việt Nam từ trước năm 1975 đàn bò này được nhập từ Mỹ và nuôi ở Ba Vì –Hà Tây và một số nơi khác.

## Đặc điểm

### Ngoại hình
Tầm vóc của bò Jersey tương đối bé, nhỏ con, khối lượng bò đực trưởng thành từ 600–800 kg/con, bò cái là từ 400–600 kg/con, như vậy nặng trung bình khoảng 400 kg với chiều cao hơn 125 cm, khối lượng bò đực giống trưởng thành 550 – 650 kg, bò cái 350 – 370 kg. Bò có màu vàng xám hoặc sẫm, màu lông của bò Jersey thay đổi từ màu xám nhạt hay màu lông chuột đến màu nâu tối hầu như là đen. Có những con có đốm trắng ở bụng, chân và đầu, đầu, vai và mông có màu lông tối hơn phần khác. 

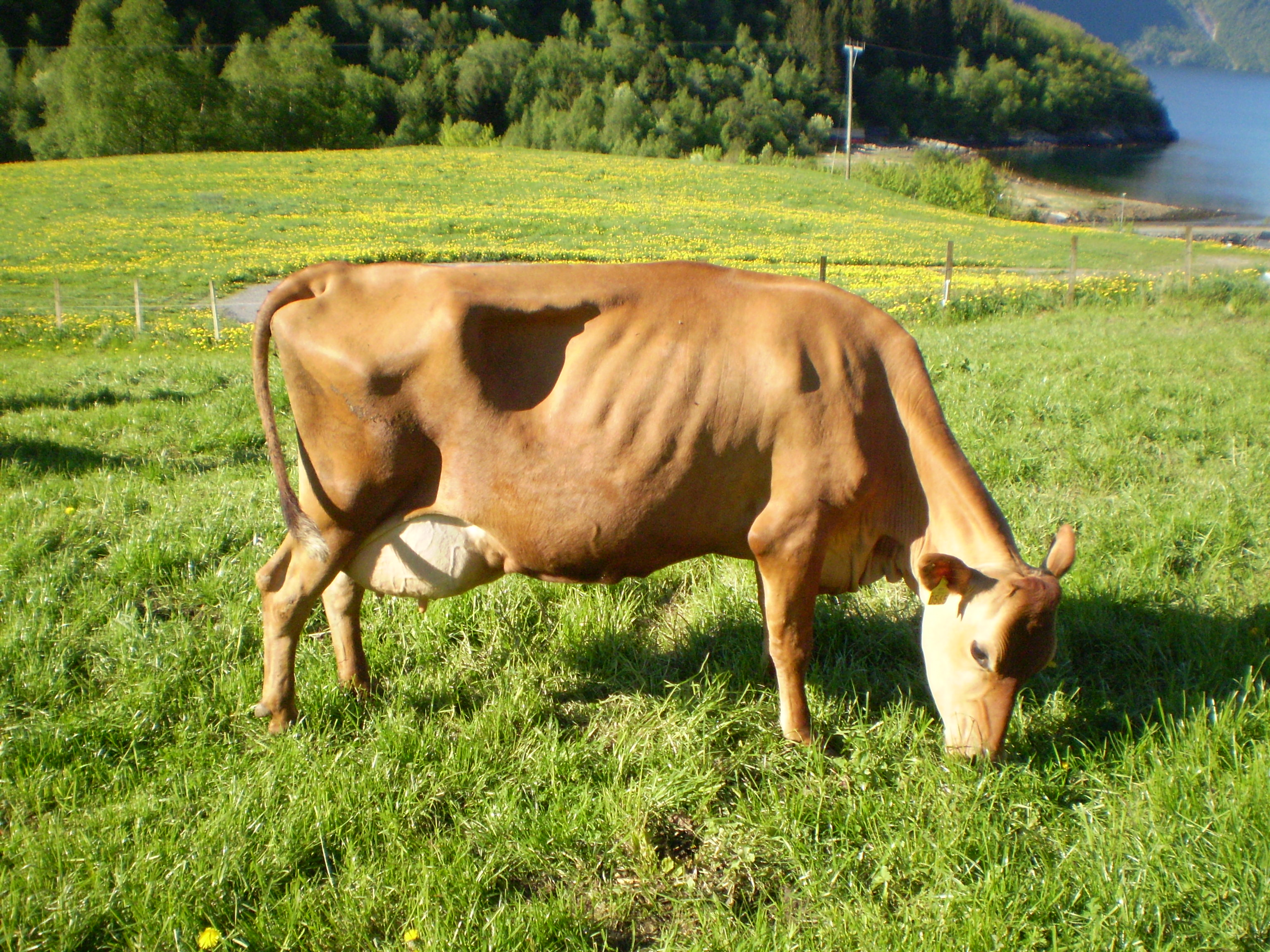
Bò Jersey có ngoại hình kết cấu đẹp, đặc thù của bò hướng sữa

Bò có kết cấu ngoại hình đẹp, thân hình chữ nhật. Lưng và cổ tạo thành một đường thẳng, đầu nhẹ, mặt cong, mắt lồi, cổ thành dài và có yếm khá phát triển. Vai cao và dài. Ngực sâu, xương sườn dài. Lưng dài, rộng. Mông dài, rộng và phẳng. Bụng to, tròn. Bốn chân mảnh, khoảng cách giữa hai chân rộng. Đuôi nhỏ. Bầu vú phát triển tốt cả phía trước và phía sau, tĩnh mạch vú to và dài. Nhìn chung, bò có kết cấu ngoại hình đẹp, đặc thù của bò hướng sữa. Do kích thước nhỏ và bản tính hiền lành đã làm cho chúng nổi tiếng, một đàn nhỏ được nhập khẩu vào nước Anh bởi các địa chủ quý tộc như một món trang sức. Chúng cũng được biết đến là những động vật tò mò.

### Thể chất
Bò sữa Jersey là một giống bò sữa thích ứng tốt với các điều kiện khí hậu khắc nghiệt, nguồn thức ăn chất lượng thấp, không ổn định, nhờ có trọng lượng nhỏ nên chi phí thức ăn và chăm sóc thấp, tiết kiệm diện tích chuồng trại và bãi chăn thả. Đặc biệt bò sữa Jersey có khả năng thích ứng với nhiều loại khí hậu, kể cả khí hậu nhiệt đới khắc nghiệt, Thích ứng với cả vùng nóng và vùng lạnh là đặc điểm nổi bật của bò Jersey. Bò Jersey khả năng thích nghi với khí hậu nóng và được nuôi trong các vùng nóng nhất của Brazil. Bò Jersey ở Nam Mỹ, khi nhiệt độ lên đến 100⁰F-khoảng 37,7⁰C (1⁰C=1,8⁰F) vẫn thản nhiên gặm cỏ, trong lúc đó các loại bò khác nằm tránh nắng dưới bóng cây. Trái lại, ở vùng núi Colombia, về mùa đông nhiệt độ -30⁰C, ban ngày ở ngoài trời bò Jersey vẫn khỏe mạnh.
Bò dễ nuôi, hiền và khả năng thích ứng với nhiều loại thức ăn, kể cả các loại thức ăn chất lượng thấp. Bò sữa Jersey có khả năng sinh sản cao, dễ nhân giống và lai giống với các giống bò địa phương. Bò chuyên nuôi lấy sữa, sống lâu, sinh sản đều đặn, hội nhập môi trường cao (thời tiết, vùng đất, nhiệt độ). Bò Jersey thành thục sớm, 16-18 tháng tuổi có thể phối giống lần đầu, sau 24-26 tháng tuổi bò bắt đầu đẻ con. có khả năng để 1 năm 1 lứa. Bò sanh nở dễ dàng, không cần sự giúp đỡ bên ngoài. Bò đực giống phát triển tốt có thể lấy tinh lúc 12 tháng tuổi. Là giống bò sữa chuyên dụng và thường được dùng để lai cải tạo những giống bò sữa có tỷ lệ mỡ sữa thấp.

### Cho sữa

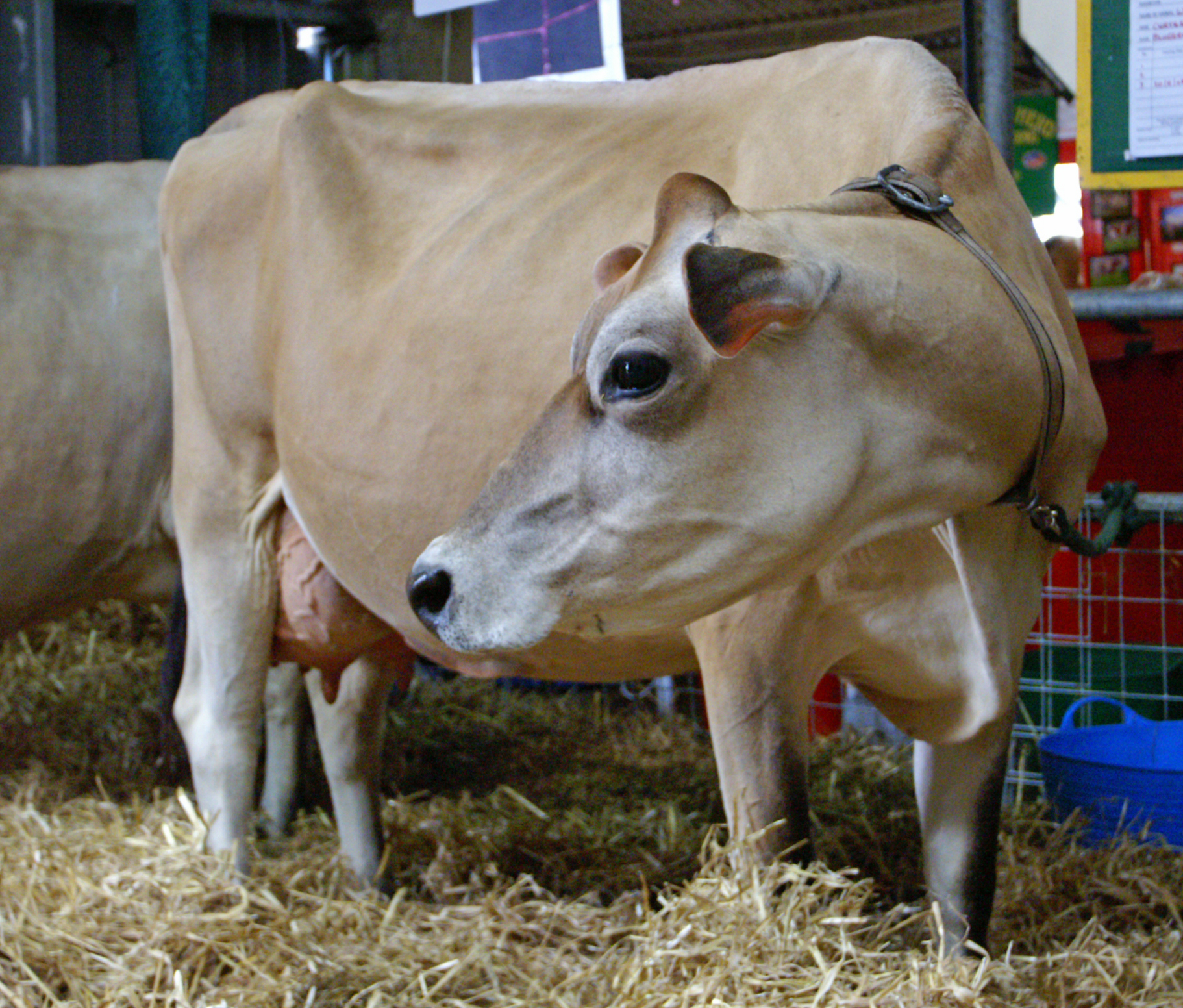
Bò được đánh giá có rất nhiều ưu điểm

Là giống bò sữa chuyên dụng, tỷ lệ mỡ sữa cao. So với các giống bò sữa khác, năng suất sữa của bò Jersey không cao, bình quân 900– 1000 kg sữa trên 100 kg khối lượng, tỷ lệ mơ sữa 5,0-5,1%. Tuy vậy, cũng có cá thể đạt năng suất kỷ lục như:
- Con bò Neson Royal Hailedi trong chu kỳ 361 ngày đã cho 12.112 kg sữa
-Con bò Baring Flauer trong 305 ngày đã vắt được 11.202 kg sữa, tỷ lệ mỡ trong sữa 5,98%.
Năng suất sữa bình quân đạt 3000–5000 kg/chu kỳ 305 ngày, trung bình khoảng khoảng 4.680 kg, năng suất sữa đạt tối đa 8000 kg, thời gian giữa 2 kỳ mang thai của bò Jersey là 402 ngày, thời gian cho sữa là 90 % tương đương 2.434 kg sữa/năm.
Đặc biệt bò Jersey cho sữa có nhiều chất béo và nhiều protein có tỷ mỡ sữa rất cao (4,5-5,5%), mỡ sữa màu vàng, hạt to thích hợp cho việc chế biến bơ. Sữa của bò có lượng protein cao so với sữa của các giống bò khác. Tính tỷ lê cơ thể và sữa thì giống bò Jersey cho sữa, chất béo, protein cao nhất. Sữa bò Jersey dùng chế phô mai rất tốt. Sữa bò có chứa khoảng 6 % chất béo và 4,2 % protein. Chất lượng sữa của bò Jersey cao. Hàm lượng bơ đạt 4,84 % và hàm lượng đạm đạt 3,95%. Màu sắc bơ và sữa của bò Jersey rất đẹp.

### Ưu điểm
Bò sữa Jersey sinh sản sớm, an toàn sinh sản cao, sản lượng sữa tính theo ki-lô-gam trọng lượng cơ thể cao. Trong điều kiện khí hậu khắc nghiệt, nguồn thức ăn chất lượng thấp, không ổn định bò sữa Jersey sụt 20 % trọng lượng cơ thể nhưng sản lượng sữa cũng chỉ giảm 8 % so với bò sữa Jersey nuôi tại Mỹ. Đây chính là ưu điểm lớn nhất của bò sữa Jersey: Khả năng thích ứng với điều kiện khí hậu khắc nghiệt, nguồn thức ăn chất lượng thấp, không ổn định. Nhìn chung, bò có những ưu điểm nổi bật như sau:
- Bò rất phàm ăn, thích nghi tốt với khí hậu trong vùng, đặc biệt là tính chịu nóng tốt.
- Phối giống dễ đậu và sinh con một cách dễ dàng, ít mắc các bệnh sản khoa và móng chân không bị hà móng như bò Hà Lan Holstein Friesian (HF)
- Năng suất sữa khá cao, ngang bằng với bò HF lai trong khi khối lượng bò lai Jersey nhỏ hơn. Khối lượng bò lai Jersey khoảng 300–320 kg trong khi đó bò lai 75% máu HF có khối lượng khoảng 420–450 kg. Năng xuất sữa bình quân trong 7 tháng cho sữa là 18 lít/ngày, tháng cao điểm đạt tới 26 lít/ngày.
- Chi phí thức ăn cho 1 kg sữa thấp hơn bò Hà Lan (HF).
- Dễ sinh bê và một tỷ lệ tương đối thấp của đẻ khó, dẫn đến sự nổi tiếng của chúng trong lai tạo giống với sữa khác và thậm chí giống bò thịt để giảm thương tích liên quan đến sinh đẻ.

## Tại Mỹ

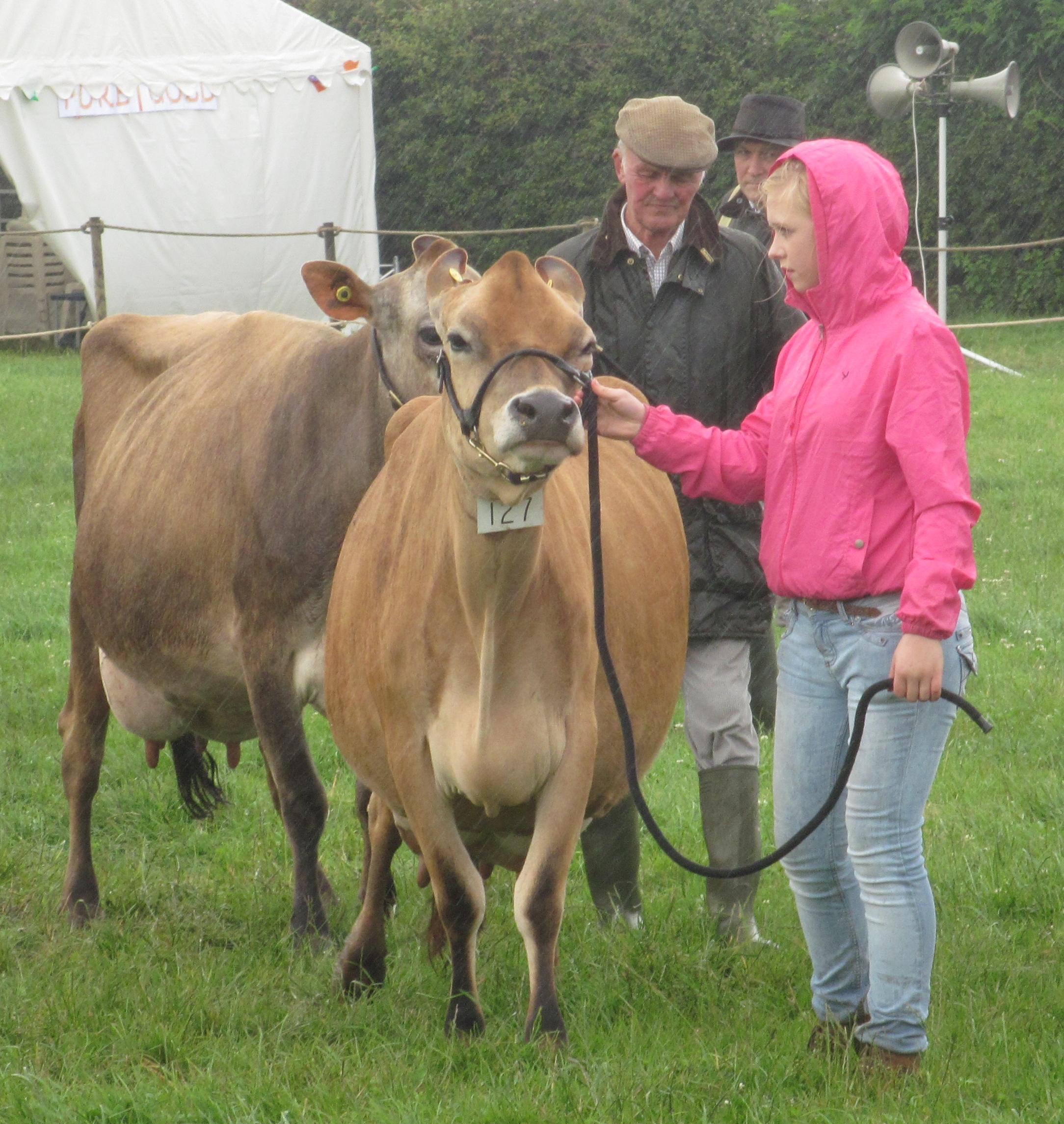
Người Mỹ luôn quan tâm đến năng suất và chất lượng sữa của bò

Ở Mỹ, người nuôi bò Jersey Mỹ rất quan tâm nâng cao năng suất sữa. Họ chú ý đến tổng lượng sữa của cả đời, chu kỳ vắt sữa thứ 6 được xem là chu kỳ có năng suất sữa cao nhất. Chu kỳ vắt sữa 305 ngày. Đăng ký bò đực giống chọn lọc và bò đực giống chung. Tất cả bò đực giống Jersey thuần chủng đều có thể đăng ký miễn là có lý lịch của bố, mẹ. Bò đực giống nói chung được cấp thẻ màu da cam. Bò đực giống chọn lọc được cấp thẻ màu đỏ thẫm. Đăng ký đàn năng suất cải tiến (Herd Improvement Registry - HIR). Muốn đăng ký, đàn bò phải tiến hành khảo sát một năm. Thời điểm khảo sát bắt đầu từ ngày đầu tháng của tháng bất kỳ. Có cán bộ chuyên trách ghi chép năng suất của bò cái vắt sữa 1 tháng/lần trong thời gian 24 giờ. 

### Nghiên cứu
Năm 1967 và 1969, Wood đã miêu tả biểu thức đại số cho biết dường như có liên hệ với đường cong tiết sữa ở bò và đưa ra một vài ứng dụng, một trong những ứng dụng đó là dự đoán sản lượng sữa của đàn bò. Vẫn còn một vài nghi ngờ chưa giải quyết được, mà những điều này có thể có liên quan rõ rệt đến giá trị của mô hình đường cong tiết sữa, nhất là độ bền cho sữa (dạng chuẩn) liệu có phải là đặc điểm của cá thể hay của đàn, liệu nó có biến động nhằm đáp ứng một cách đơn thuần đối với những yếu tố ít gần gũi như khi tăng tuổi thành thục hoặc khoảng cách lứa đẻ. Để giải quyết vấn đề trên và miêu tả đường cong tiết sữa của bò cái Jersey, dữ liệu thu thập từ đàn bò được ghi chép hằng tuần.
Mô hình kỹ thuật phi tuyến tính để dự đoán sản lượng sữa 305 ngày của bò Jersey được miêu tả. Các tham số của mô hình này được ước tính từ những ghi chép sản lượng sữa thu thập được từ năm 1997 đến năm 2000 của đàn bò sữa ở Queretaro (Mexico). Sử dụng mô hình Wood. Những con bò được chọn là những bò đã hoàn thành ít nhất một chu kỳ cho sữa. Theo cách đó, trong 3 năm (1997-2000) đã lựa chọn được 301 con. Ước tính những hệ số đặc trưng cho dạng đường cong vắt sữa trong lĩnh vực nghiên cứu này về bò sữa đã được báo cáo bởi Wood, Cobby và Le Du, Frood và Croxton, và Rao và Sundaresan.
Các kết quả thể hiện tương tự với dạng đường cong chu kỳ vắt sữa thứ 2 ở bò Jersey. Bò Jersey có chu kỳ vắt sữa thứ 2 cao hơn chu kỳ vắt sữa thứ nhất, sản lượng sữa cao của chu kỳ vắt sữa thứ 2 xảy ra phần lớn ở tất cả các giai đoạn chu kỳ vắt sữa. Một vài con bò có độ bền chu kỳ vắt sữa cao hơn hoặc tỷ lệ sản lượng sữa giảm từ từ ở một số con bò khác. Vì vậy, giảm sản lượng sữa ở các giai đoạn cho sữa đối với tất cả những con bò của các nhóm liên quan là một vấn đề. Nếu độ bền có thể được ước tính của từng cá thể từ mô hình kỹ thuật phi tuyến tính, thì con bò đực có thể được đánh giá như sản lượng sữa 305 ngày.

### Chứng nhận

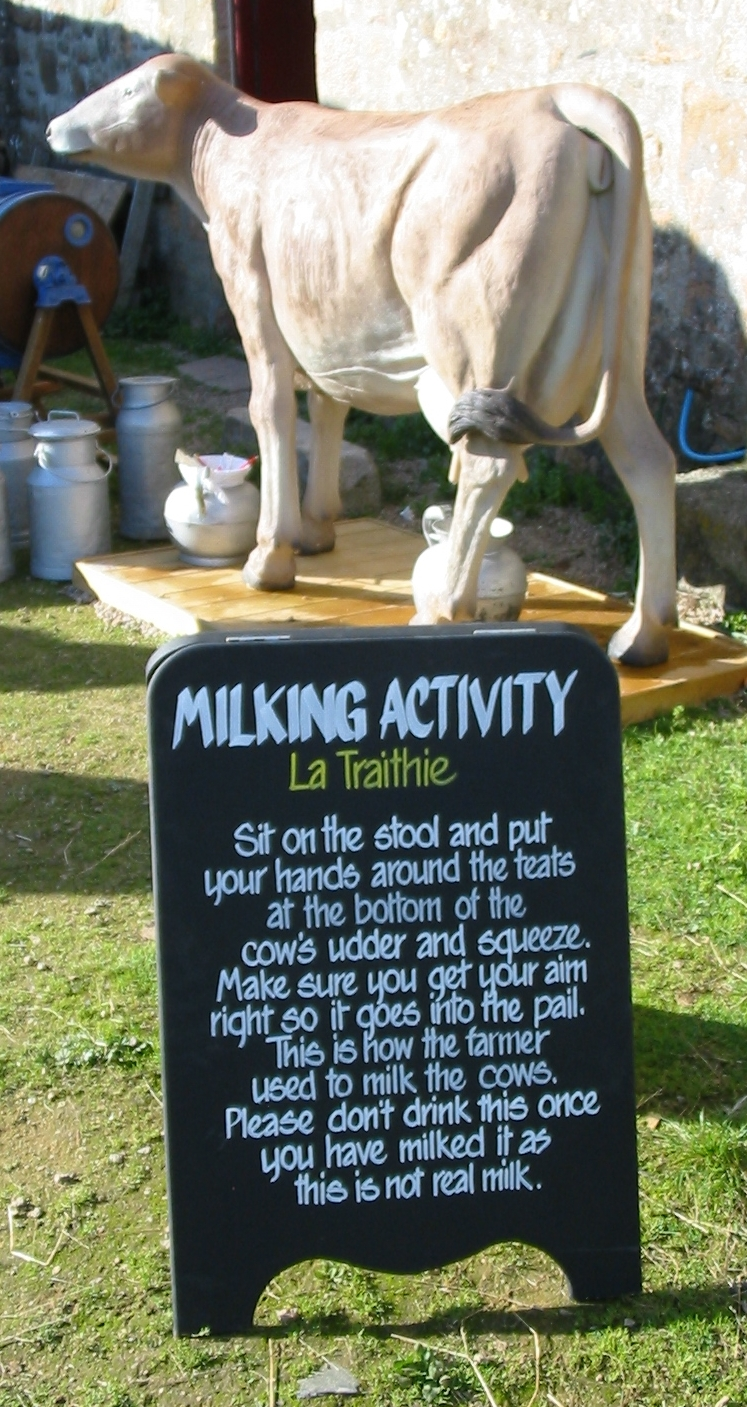

Câu lạc bộ bò Jersey Mỹ cấp cho chủ hộ đàn bò đã qua khảo sát theo hệ thống HIR các giấy chứng nhận sau:
- Năng suất cá thể (Individual lactation certipicates) là năng suất thực tế của từng con bò cái vắt sữa (305 ngày, một ngày vắt sữa 2 lần).
- Báo cáo của cán bộ giám định (Prelisted Supervisior's Reports) ghi năng suất của từng con bò cái vắt sữa trong ngày khảo sát.
- Bản tổng hợp năng suất hàng tháng (Monthly Production Summaries) ghi năng suất bình quân tháng của cả đàn và của từng con bò cái vắt sữa
- Giấy chứng nhận hàng năm của toàn đàn (Yearly Herđ Certificates) ghi năng suất bình quân năm của cả đàn và của từng con bò cái vắt sữa trong năm khảo sát.
- Bằng "chuông vàng" (Ton of gold certificate) trao cho những con bò cái Jersey có năng suất mỡ sữa 2000 fun hoặc cao hơn (mỗi fun bằng 453,6g) liên tục trong 4 năm liền khảo sát theo hệ thống HIR. Bằng trao ngay cuối năm thứ tư và sau đó cấp lại hàng năm.
- Bằng đàn bò "sao vàng" (Gold star herd certificate): Bằng do Câu lạc bộ trao cho những đàn bò có năng suất cao ổn định. Đàn bò được thưởng bằng khen là đàn bò trong 4 năm hên tục khảo sát theo hệ thống HLR, nâng cao được năng suất bình quân năm của bò cái vắt sữa theo hạn mức sau: từ 5- 10 bò cái - 475 fun mỡ sữa; từ 11 - 15 bò cái - 450 fun và trên 15 bò cái - 425 fun mỡ sữa.
- Giấy khen (Register of merit - ROM) Trong hệ thống kiểm tra năng suất này, chủ trại có thể kiểm tra một hoặc nhiều con bò có chu kỳ vắt sữa 305 hoặc 365 ngày. Chủ trại phải ghi chép năng suất sữa hàng ngày. Hàng tháng, mỗi tháng 1 lần có cán bộ giám định do Trường nông nghiệp bang cử đến kiểm tra 1 ngày.
- Mề đay vàng (Gold medal certifircate): Tặng cho những con bò cái Jersey mọi lứa tuổi qua kiểm tra năng suất theo hệ thống ROM đạt tối thiểu 610 fun mỡ sữa thuộc loại AAA hoặc 700 fun thuộc loại AA. medah
- Mề đay xuất sắc (Medal of merit certificate): Tặng cho những con bò cái Jersey mọi lứa tuổi, qua kiểm tra năng suất theo hệ thống ROM đạt tối thiểu 740 fun mỡ sữa thuộc loại AAA hoặc 850 fun thuộc loại AA.
- Mề đay bạc (Silver medal certificate): Tặng cho những con bò cái kiểm tra năng suất theo hệ thống ROM đẻ lứa đầu lúc chưa đầy 5 năm tuổi đạt các yêu cầu sau: loại AAA là những bò cái cho năng suất 420 fun mỡ sữa, đẻ lúc 2 năm tuổi hoặc sớm hơn; Nếu đẻ sau 2 năm tuổi thì cứ 1 ngày dôi ra phải tăng thêm 0,175 fun mỡ sữa. Loại AA bằng 1,15 yêu cầu của loại AAA.

Chứng chỉ trại giống (Constructive breeder certificate). Muốn được cấp chứng chỉ trại giống phải đạt các yêu cầu sau:
- Trại phải có ít nhất 10 bò cái vắt sữa đã qua khảo sát năng suất theo hệ thống HLR.
- Năng suất bình quân đàn khảo sát theo hệ thống HIR đạt 400 fun mỡ sữa.
- ít nhất 75% bò cái trong đàn phải do trại tự tạo ra.
- ít nhất 60% bò cái trong đàn đã qua xếp loại theo đẳng cấp và điểm giám định ngoại hình tối thiểu phải đạt 83 điểm.
- Có chứng chỉ thú y sạch bệnh lao.
- Có chứng chỉ thú y sạch bệnh sẩy thai truyền nhiễm.
- Trại phải là thành viên của tổ chức nuôi bò Jersey toàn bang hoặc địa phương.

### Phân cấp

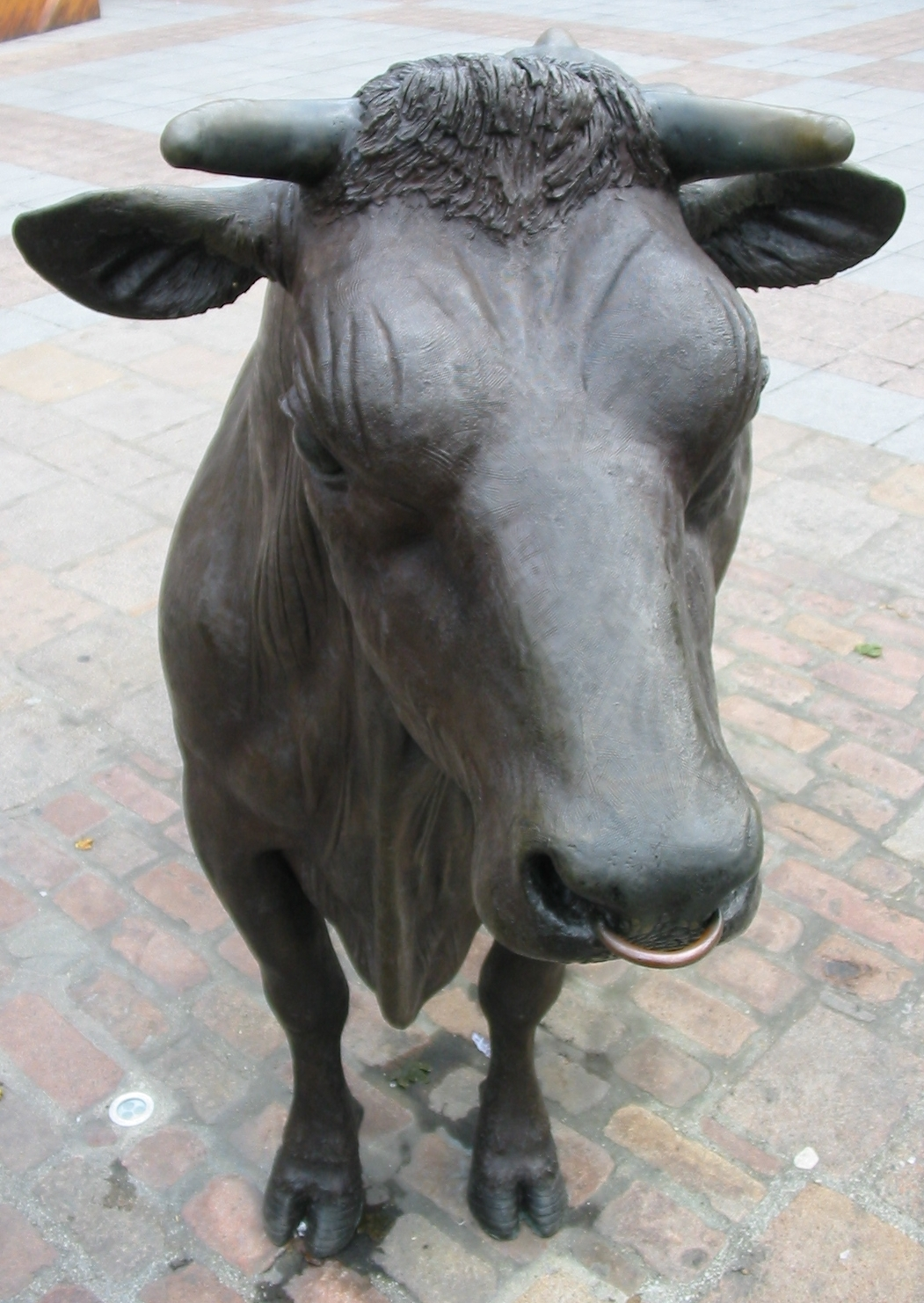

Tại Hoa Kỳ, có một hệ thống tiêu chuẩn nghiêm ngặn để phân loại cấp giống bò Jersey (Jerseytype classification). Bò có chất lượng cao sẽ đạt được các chứng nhận: 
- Bò đực giống đã kiểm tra năng suất (Tested sire) Là những con bò đực giống được ghi vào danh sách đàn của Câu lạc bộ bò Jersey Mỹ, có ít nhất 10 con gái đã được khảo sát năng suất theo hệ thống HIR hoặc ROM. Trên cơ sở kiểm tra năng suất bò cái theo hệ thống ROM cuối chu kỳ vắt sữa người ta chia ra ba loại sau:
  - Loại AAA (chu kỳ 305 ngày) là bò cái lứa đẻ sau so với lứa đẻ trước không quá 14 tháng. Cuối kỳ khảo sát chủ hộ nuôi bò được cấp giấy khen có ghi năng suất sữa thực tế.
  - Loại AA (chu kỳ 365 ngày) là bò cái lứa đẻ sau so với lứa đẻ trước không quá 16 tháng.
  - Loại A (chu kỳ 305 và 365 ngày) là bò cái không thuộc hai loại trên.
- Bò đực giống cao cấp (Superior sire). Đối với loại bò đực giống này phải đạt các yêu cầu sau:
  - Năng suất bình quân của tất cả các con gái đã khảo sát năng suất (chu kỳ 305 ngày) đạt 8400 fun sữa và 470 fun mỡ sữa.
  - Ít nhất có 10 con cái đã được phân loại theo cấp giống, điểm giám định ngoại hình của chúng không được 83 điểm.
  - Trong tổng số con cái 4 tuổi và lớn hơn ít nhất 50% phải qua khảo sát năng suất và 50% phải được phân loại theo cấp giống.
- Bò đực giống siêu đẳng (Senior superior sire). Bò đực giống loại này yêu cầu:
  - Năng suất bình quân của tất cả con gái qua khảo sát năng suất (305 ngày) phải đạt tối thiểu 9500 fun sữa và 510 fun mỡ sữa.
  - Ít nhất có 10 con cái đã được phân loại theo cấp giống, điểm giám định ngoại hình không dưới 84 điểm.
  - Trong tổng số con cái 4 tuổi và lớn hơn ít nhất 50% phải qua khảo sát năng suất và 50% phải được phân loại theo cấp giống.
- Bò cái đã kiểm tra năng suất (Tested dam). Bò cái giống Jersey ghi trong danh sách Câu lạc bộ bò Jersey Mỹ có ít nhất ba con gái đã qua khảo sát năng suất theo hệ thống HIR hoặc ROM.
- Bò đực có gắn sao (Star bun certificate). Chứng chỉ này nhằm mục đích giúp các chủ trại hoặc người đi mua bò đực giống dự đoán giá trị tương lai của những con bò đực giống non, chưa qua kiểm tra năng suất. Việc cấp giấy chứng nhận hoàn toàn dựa vào số liệu của bố mẹ, ông bà, tùy năng suất kỷ lục trong dòng họ nó có thể được gắn đến 7 sao. Tuy số liệu sao có ý nghĩa nhất định, nhưng không đảm bảo khả năng di truyền của nó cho con cháu.

## Những con bò nổi tiếng
- Con Brown Bessie, bò bơ vô địch nổi tiếng của thử nghiệm sữa Hội chợ Thế giới Chicago, trung bình trên 18 kg (40 pounds) sữa mỗi ngày trong năm tháng, và thực hiện 1,3 kg (3Lb) bơ một ngày.
- Con bò Hurionia Centurion Veronica 20J là một con bò nổi tiếng của giống Jersey. Trong năm 2003, con bò cái này đã được bán cho $ 85,000 đấu giá công khai. Nó là vô địch Dairy World Expo Supreme Champion năm 2006. Nó cũng đã được đặt tên là All-American Grand Champion Jersey.
- Con bò Mainstream Barkley Jubilee giữ hai kỷ lục hàng đầu cho sản xuất sữa cho một con bò Jersey. Con bò cái này xuất 49.250 £ sữa sau khi sinh tại 3 năm 6 tháng tuổi, và £ 55.590 sau khi sinh tại 4 năm và 8 tháng tuổi.
- Con bò Lily Flagg, vô địch về cho bơ và sữa sản xuất trong năm 1892. con bò cái này đã tạo ra một kỷ lục £ 1047, 3/4 ounce bơ cũng như 11.339 £ sữa chủ sở hữu của nó có một bữa tiệc cao cấp nổi tiếng tại địa phương trong danh dự.